# Metropolia Benewentu
Metropolia benewentyńska – metropolia Kościoła rzymskokatolickiego we Włoszech, położona w północno-wschodniej Kampanii (świeckie prowincje Benewent i Avellino). 
Metropolia benewentyńska powstała w 969. Obecna metropolia Benevento obejmuje następujące administratury kościelne: 
- archidiecezja benewentyńska
- archidiecezja Sant’Angelo dei Lombardi-Conza-Nusco-Bisaccia
- diecezja Ariano Irpino-Lacedonia
- diecezja Avellino
- diecezja Cerreto Sannita-Telese-Sant’Agata de’ Goti
- opactwo terytorialne Montevergine.

Metropolia Benevento znajduje się w regionie kościelnym Kampania (regione ecclesiastica Campania), który tworzy wraz z metropoliami Neapolu i Salerno.
Od 18 lutego 2016 urząd metropolity sprawuje abp Felice Accrocca. 